# Clinotarsus
Clinotarsus és un gènere d'amfibis anurs de la família Ranidae. És una granota asiàtic que es pot trobar des dels Ghats Occidentals del sud-oest indi fins a Bangladesh i Myanmar i Tailàndia peninsulars.

## Taxonomia
- Clinotarsus alticola
- Clinotarsus alticolus
- Clinotarsus curtipes